# Élections législatives de 1910 dans la 1re circonscription de Dunkerque
Les élections législatives françaises de 1910 dans la 1re circonscription de Dunkerque se déroulent le 24 avril 1910.

## Circonscription
La 1re circonscription de Dunkerque était composée en 1910 des cantons de Dunkerque-Est, Dunkerque-Ouest et Gravelines.

## Contexte
Florent Guillain (Progressiste) ayant décidé de ne pas se représenter, c'est Alfred Dumont (AL) ancien maire de Dunkerque et conseiller général du canton de Dunkerque-Est qui se présente pour ces élections. Face à lui Adolphe-Édouard Défossé (Radical-socialiste) président du conseil d'arrondissement de Dunkerque et Charles Valentin (SFIO).

## Résultats[1]
- Députés sortants : Florent Guillain (Progressiste)

| Candidat       | Candidat                | Parti              | Premier tour | Premier tour | Second tour | Second tour |
| Candidat       | Candidat                | Parti              | Voix         | %            | Voix        | %           |
| -------------- | ----------------------- | ------------------ | ------------ | ------------ | ----------- | ----------- |
|                | Alfred Dumont           | AL                 | 9 614        | 50,81        |             |             |
|                | Adolphe-Édouard Défossé | Radical-socialiste | 5 160        | 27,19        |             |             |
|                | Charles Valentin        | SFIO               | 2 540        | 13,38        |             |             |
|                |                         |                    |              |              |             |             |
| Inscrits       | Inscrits                | Inscrits           |              | 100,00       |             | 100,00      |
| Votants        | Votants                 | Votants            | 18 974       |              |             |             |
| Blancs et nuls |                         |                    |              |              |             |             |
|                |                         |                    |              |              |             |             |